# Радунская, Виктория Александровна
Виктория Александровна Радунская (род. 18 июля 1937) — советская и российская актриса театра и кино. заслуженная артистка России (2018).

## Биография
Родилась 18 июля 1937 года в Москве. Родители Александр Иванович Радунский и Зинаида Михайловна Вяземская были артистами Большого театра. В 1955 году Виктория Радунская окончила хореографическое училище при Большом театре. В 1956 году стала артисткой балета Большого театра, но танцевала в нём только один сезон. В 1957 году по предложению Ролана Быкова перешла в Московский ТЮЗ. В 1962—1964 годах была ведущей актрисой театра пантомимы «Эктемим».
После закрытия театра пантомимы в 1964 году вошла в штат Театра-студии киноактёра, где в основном занималась озвучиванием. В 1966 году была принята в труппу Театра на Таганке. В 1993 году после раздела театра осталась в «Содружестве актёров Таганки» под руководством Николая Губенко.
Дебютировала в кино в 1956 году в главной роли в фильме «Моя дочь», где сыграла юную артистку балета Светлану. Активно снималась до середины 1960-х годов. После перехода в театр на Таганке кинематограф отошёл на второй план. В 2000-е снялась в нескольких телесериалах.

### Семья
- Дед — артист цирка Иван Семёнович Радунский (клоун Бим) (1872—1955).
- Отец — солист балета Большого театра Александр Иванович Радунский (1912—1982), заслуженный деятель искусств РСФСР.
- Мать — артистка Большого театра Зинаида Михайловна Вяземская.
- Муж — актёр Валентин Григорьевич Грачёв (1940—1995). Брак продолжался с 1963 года до начала 1980-х годов.
- Дочь — Юлия (род. 1968), редактор телеканала «Ностальгия».
  - Трое внуков.

## Творчество

### Работы в театре

#### Московский ТЮЗ
- «Капитанская дочка» — Маша
- «Трёх мушкетёрах» — служанка Миледи
- «Зайка-зазнайка» — Зайчиха

#### Театр на Таганке
- «Добрый человек из Сезуана» (реж. Ю. Любимов) — невестка, племянница
- «Жизнь Галилея» (Б. Брехт, реж. Ю. Любимов) — Великий герцог Флоренции
- «Тартюф» (Ж. Б. Мольер, реж. Ю. Любимов) — Форина
- «Деревянные кони» (Ф. Абрамов, реж. Ю. Любимов) — Анисья
- «Дом на набережной» (Ю. Трифонов, реж. Ю. Любимов) — баба Ника
- «А зори здесь тихие…» (Б. Васильев, реж. Ю. Любимов) — Кирьянова
- «Гамлет» (У. Шекспир, реж. Ю. Любимов) — актриса
- «Преступление и наказание» (Ф. Достоевский, реж. Ю. Любимов) — Амалия Ивановна

#### Содружество актёров Таганки
- «Враги» — Полина Дмитриевна
- «Чайка» — Полина Андреевна
- «Мисс и мафия» — Пантелеевна
- «Картинах московской жизни, или Женитьбы Бальзаминова» — Павла Петровна Бальзаминова

### Фильмография

#### Актриса
1. 1956 — Моя дочь — Светлана
2. 1958 — Ветер — невеста
3. 1958 — Трудное счастье — девушка, невеста Агафона
4. 1959 — В едином строю («Ветер с Востока»; СССР, Китай) — Галя
5. 1960 — Мёртвые души — губернаторская дочь
6. 1965 — Алёшкина охота — мама Вовки
7. 1966 — Айболит-66 — комик / разбойник
8. 1966 — Берегись автомобиля — криминалист Таня
9. 1966 — Прощай — эпизод
10. 1970 — Серебряные трубы — сотрудница редакции
11. 1988 — У войны не женское лицо
12. 2003 — Возвращение Мухтара (14-я серия «Частные сыщики») — Максимова
13. 2004—2013 — Кулагин и партнёры
14. 2007 — Кто в доме хозяин? (135-я серия «Зануда») — Анна

#### Озвучивание
1. 1964 — Жандарм из Сен-Тропе (фр. Le Gendarme de St. Tropez; Италия, Франция) — многоголосовый закадровый перевод 1990-х годов
2. 1969 — В одном южном городе (Азербайджанфильм) — Рена (роль Нателлы Адигёзаловой)
3. 1974 — Убийство в «Восточном экспрессе» (англ. Murder on the Orient Express; Великобритания) — Гарриет Беллинда Хаббард (роль Лорен Бэколл)
4. 1984 — Девушка с обложки (англ. Covergirl; Канада)
5. 1986 — Детективы Агаты Кристи: Загадка мертвеца (США)
6. 1987 — Иствикские ведьмы (англ. The Witches of Eastwick; США)
7. 1989 — Китаец (фр. Le Chinois; Испания, Франция)
8. 1992 — Окончательный анализ (англ. Final Analysis; США)
9. 1994 — Мэверик (англ. Maverick; США)
10. 1998 — Смертельное оружие 4 (англ. Lethal Weapon 4; США)
11. 2000 — Шоколад (англ. Chocolat; Великобритания, США) — Арманда Вуазен (роль Джуди Денч)
12. 2009 — День рождения Алисы (Россия, анимационный) — старушка в окне
13. 2013 — Ку! Кин-дза-дза (Россия, анимационный) — старушка в планетарии